# Wairarapa
Wairarapa je geografická oblast na Novém Zélandu. Nachází se v jihovýchodní části Severního ostrova a patří k administrativním regionům Wellington a Manawatu-Wanganui. Měří asi 130 km ze severu na jih a 65 km z východu na západ. Západní hranici tvoří pohoří Tararua Range a Remutaka Range, na východě se nachází pobřeží Tichého oceánu s četnými prázdninovými letovisky, táhnoucí se od mysu Palliser až k mysu Turnagain. Největším městem Wairarapy je Masterton. Kraj je pojmenován podle jezera Wairarapa („třpytící se voda“). Nejdůležitější řekou je Ruamahanga.
Původními obyvateli byli Maorové kmenů Rangitane a Ngāti Kahungunu, evropští přistěhovalci se zde usazovali od čtyřicátých let 19. století. Oblast je poměrně řídce zalidněná, bez velkých průmyslových aglomerací. Ekonomika je postavena na chovu ovcí a hovězího dobytka, rybolovu, těžbě dřeva a pěstování olivovníků a vinné révy. K turistickým atrakcím patří vinařské městečko Martinborough a chráněné území Pūkaha National Wildlife Centre, kde žijí ohrožené původní druhy ptactva jako slípka novozélandská, kakariki rudočelý, nestor kaka a kivi hnědý. S hlavním městem Wellingtonem oblast spojuje železniční trať Wairarapa Line.
V lednu 1855 tento region zasáhlo nejhorší zemětřesení v historii Nového Zélandu, které mělo magnitudo 8,2 a vyžádalo si sedm až devět lidských obětí.